# Exechia paramirastoma
Exechia paramirastoma är en tvåvingeart som beskrevs av Senior-white 1922. Exechia paramirastoma ingår i släktet Exechia och familjen svampmyggor.
Artens utbredningsområde är Sri Lanka. Inga underarter finns listade i Catalogue of Life.